# 헝가리의 대외 관계
아래는 헝가리의 대외 관계에 대한 설명이다.
반공 지도자 너지 임레가 선언한 짧은 기간의 중립을 제외하면, 1947년부터 1989년까지 헝가리의 외교 정책은 대체로 소련을 뒤따른 것이었다. 공산주의 지배 기간 동안, 헝가리는 소련, 폴란드, 체코슬로바키아, 동독, 루마니아 그리고 불가리아와 우애, 협력, 상호 원조 조약을 유지하였다. 헝가리는 소련이 주도한 (구) 바르샤바 조약기구와 코메콘의 설립 시 회원국이었고 중앙 유럽 국가들 중에서 이 기구들에서 가장 먼저 탈퇴하기도 하였다. 헝가리는 오스만 투르크, 합스부르크 왕가, 제2차 세계대전 시의 독일, 냉전 시의 소련이라는 강대 세력에 의하여 간섭당한 400년 이상의 역사를 가지고 있다.

## 각국과의 대외 관계

#### 대한민국
헝가리는 북한과는 1948년 수교하였으나, 헝가리는 공산권 국가였으므로 한국과는 1989년까지는 정식 외교관계를 맺지 않고 있었다. 그러나 1980년대에 들어 헝가리의 총리 카로이 그로스(Károly Grósz)의 개혁과정과 한국의 노태우 대통령의 개방정책에 의해 양자대화의 기틀을 마련하게 되었다. 1988년 7월초와 8월초의 양자 간 회담 및 상주대표부 설치 합의에 이어 결국 1989년 양국은 정식 외교관계를 맺게 되었다. 한국으로서는 중앙유럽의 공산권 국가 중에서는 헝가리와 처음으로 외교관계를 맺은 것이다. 1989년 수교 직후 대한민국 대통령 노태우가 중앙유럽 국가로서는 처음으로 헝가리를 방문하였으며, 이후 대한민국과 헝가리는 우호 관계를 유지하면서 경제 분야를 중심으로 협력을 강화해 가고 있다. 경제 분야에서는 정식 외교 관계가 수립되기 전부터 이미 교류가 시작되었었다.

#### 몽골
벨러 4세의 치하(1235년~70년)이던 1241~42년, 우구데이 칸(재위:1229~41년)이 지휘하는 몽골 제국의 군대는 독일 동부에서 독일의 저항에 부딪히자, 남쪽으로 방향을 바꾸어 헝가리에서 작전 중인 부대에 합류했고, 1241년 4월 헝가리군을 격파한 몽골군은 헝가리에서의 몽골 점령의 기초를 구축했다. 이로써 헝가리는 국토가 황폐화되고,:188 절대다수의 주민들이 죽임을 당했다. 1959년 수교.

#### 일본
제2차 세계 대전 후, 양국은 1959년 8월에 외교관계를 재수립하였다. 헝가리는 다른 중앙유럽 국가들과 마찬가지로 일본과 좋은 관계에 있다. 어떤 면에서 헝가리는 독도에 대한 설명을 일본으로 지지해주는 경향도 있다.

#### 튀르키예
서방으로의 팽창정책을 추진하던 오스만 제국과 헝가리 왕국의 충돌은 불가피하였다. 1526년, 모하치 전투에서 러요시 2세(재위: 1516년–1526년)가 지휘하던 헝가리 왕국군은 오스만 제국의 술탄인 쉴레이만 대제(재위: 1520년-1566년)가 이끄는 오스만 제국군에게 완패하고, 국왕 자신도 전사하였다. 이 전쟁의 패배로 인하여 헝가리는 오스만 헝가리와 트란실바니아를 오스만 제국에게 할양하였다. 오스만 제국군은 이에 그치지 않고 진격하여 빈을 공격했고, 1541년에는 부더를 점령했다. 이로써, 헝가리는 약 150년간 합스부르크 왕가가 직접 통치하는 도나우 강 서쪽의 로열 헝가리(합스부르크 헝가리)와 오스만 왕가가 직접 통치하는 부다를 포함한 구 헝가리 왕국의 중앙부인 오스만 헝가리, 오스만 아래서 큰 자치를 누리는 트란실바니아를 통치한 터키 보호령의 헝가리 왕국(1570년부터 트란실바니아 공국)로 3분된다. 헝가리의 황금기는 16세기 초 오스만 제국에 의해 정복되고 16세기 오스트리아가 헝가리의 나머지 땅마저 지배하게 되어 끝이 났다. 오스만 제국의 점령 하 접경지에서는 늘 공방이 있었다. 그러나 에게르처럼 도시의 성곽이 요새화되었거나 헝가리 왕국이나 대귀족의 수비병들이 보수를 제대로 받을 수 없었기 때문에 그 지역 헝가리인 거주지 약탈에 나섰던 경우도 있다. 이 때문에 마을 사람들은 데브레첸, 케치케메트, 소르노크, 쥬라 등의 도시로 난을 피해 달아났다. 오스만 제국의 통치는 이런 면을 제외하면 종교개종을 강제하지도 않았고, 터키인과 거의 접촉할 일도 없어 그때까지 번영을 누려온 헝가리인들도 있었다. 헝가리는 폴란드-오스만 전쟁 (1683년-1699년)의 결과인 카를로비츠 조약(1699년)으로 최전성기 때의 영토를 모두 회복한다.

#### 러시아
러시아와의 관계는 소련시절에 위성국이 되었던 시절이 있었기 때문에 그다지 사이가 좋지 못한 관계이다. 1848년에 코슈트의 주도로 1848년 헝가리 혁명이 일어났으나, 러시아 제국의 개입으로 실패한다. 제2차 세계 대전 후, 소련에 의해 헝가리 인민 공화국이 선포되었다. 소비에트연방 점령하의 헝가리에서는, 1949년 사회주의공화국을 표방한 헝가리 공화국(제2공화국)이 성립하였다. 헝가리는 1956년 10월 23일 발발한 1956년 헝가리 혁명에 의하여, 10월 24일 수상으로 임명된 임레 너지는 소련의 간섭에서 벗어나고자 바르샤바 조약 기구 탈퇴를 선언했다. 그러자 소련군이 개입, 독자 노선 추구를 이끈 임레 너지를 사형시키고, 반공 시위를 무력으로 진압했다.

#### 루마니아
제1차 세계 대전 중에는 루마니아는 연합국에 가담하여 한때 전 국토가 오스트리아-헝가리 제국과 독일 제국군에 점령당하여 동맹국에 항복을 한 바가 있었다(부쿠레슈티 강화 조약). 1919년에 헝가리에서는 공산 혁명이 일어나 헝가리 소비에트 사회주의 공화국이 세워졌지만 루마니아가 침공해 소비에트 공화국을 무너뜨리고 전(前) 오스트리아-헝가리의 해군 제독이었던 미클로시 호르티를 집권시키는 등, 1919년 8월~11월 중순까지 루마니아가 부다페스트를 점령하였다. 헝가리는 제1차 세계 대전의 패전국이었고, 전쟁의 책임을 마무리하는 교섭이 진행되어, 연합국과 헝가리간의 트리아농 조약(1920년 6월 4일)에 따라 헝가리는 루마니아에 트란실바니아를 할양하였다. 헝가리는 나치 독일 주도의 추축국에 가담하면서, 뮌헨 협정(1938년), 빈 중재(1938년 및 1940년)를 통해 루마니아로부터 트란실바니아 북서부를 할양받았다. 헝가리는 파리 조약(1947년)에 따라, 전쟁으로 얻은 영토를 모두 잃고 1938년 1월 1일 당시의 국경으로 돌아갔다. 1920년 수교.

#### 세르비아
헝가리는 세르비아와의 관계는 특별히 국제적인 감정같은 것은 없다. 국제 사회에서도 헝가리와 세르비아의 관계는 그나마 좋은 사이다. 헝가리는 제1차 세계 대전의 패전국이었고, 전쟁의 책임을 마무리하는 교섭이 진행되어, 연합국과 헝가리간의 트리아농 조약(1920년 6월 4일)에 따라 유고슬라비아에 영토를 할양하였다. 헝가리는 제2차 세계 대전에서, 잃은 땅을 회복하기 위해 또한 나치 독일의 압박을 받아, 추축국에 가담하여 유고슬라비아 왕국을 공격해 현재의 슬로베니아 일부 지역과 세르비아, 보스니아 헤르체고비나 전역을 합병, 대국이 되었다. 헝가리는 파리 조약(1947년)에 따라, 전쟁으로 얻은 영토를 모두 잃고 1938년 1월 1일 당시의 국경으로 돌아갔다. 1882년 수교.

#### 크로아티아
1102년에 크로아티아는 슬로베니아, 달마티아와 함께 헝가리의 왕을 자신들의 군주로 받아들였다. 헝가리는 1683년부터 1791년까지 크로아티아를 재장악하며 합스부르크 제국 내 슬라브족을 영접하기 위한 항구를 경계지역에 건립하였다.

#### 달마티아
1102년에 달마티아는 크로아티아, 슬로베니아와 함께 헝가리의 왕을 자신들의 군주로 받아들였다.

#### 슬로베니아
1102년에 슬로베니아는 크로아티아, 달마티아와 함께 헝가리의 왕을 자신들의 군주로 받아들였다.

#### 슬로바키아
헝가리는 제1차 세계 대전의 패전국이었고, 전쟁의 책임을 마무리하는 교섭이 진행되어, 연합국과 헝가리간의 트리아농 조약(1920년 6월 4일)에 따라 전쟁 전의 영토였던 슬로바키아를 제1 체코슬로바키아 공화국에 할양할 수 밖에 없었다. 슬로바키아-헝가리 전쟁(1939년) 등으로 슬로바키아와의 국경 지역 일부를 합병하였다. 헝가리는 파리 조약(1947년)에 따라, 전쟁으로 얻은 영토를 모두 잃고 1938년 1월 1일 당시의 국경으로 돌아갔다. 헝가리와 슬로바키아는 제1차세계대전 이후 50만명에 달하는 슬로바키아 내 소수 헝가리인에 대한 차별 문제로 갈등을 빚어왔다. 1993년 수교.

#### 오스트리아
오스트리아가 보오전쟁에서 패배하고 헝가리에 호의적인 시씨 황후로 인해 오스트리아와 헝가리에선 대타협이 이루어져, 오스트리아의 합스부르크 왕가의 지배 아래에 있던 헝가리는 1867년 오스트리아와의 타협으로 오스트리아-헝가리 제국의 자치 왕국으로 승격되었다. 헝가리는 외교와 국방을 제외한 부분에서 엄청난 자치를 보장받으면서, 헝가리의 경제와 문화는 비약적으로 발전한다. 그러나 제1차 세계 대전(1914년 7월 28일 ~ 1918년 11월 11일) 후 오스트리아-헝가리 제국이 해체되면서 종전 직전인 1918년 10월 31일 헝가리는 독립을 선언하였다. 국민투표를 거쳐 쇼프론을 제외한 부르겐란트가 헝가리에서 분리되어 오스트리아에 속하게 되었다.

#### 독일
955년 아우크스부르크 부근에서 일어난 레히펠트 전투에서 오토 1세(재위: 936년 - 973년)의 군대에 패해 지휘관들이 처형당했다. 이 사건을 계기로 헝가리는 최소한 서부 유럽에 있어서는 일시적으로 약탈을 중단하고, 보다 평화적인 방향으로 노선을 바꾸게 된다. 오토 3세(재위: 991년 - 1002년)는 헝가리의 그란(현재의 에스테르곰)에 주교 통치 지역을 건설하여 이슈트반 1세를 헝가리의 왕으로 추대(1000년) :53하고, 헝가리 왕국을 건국하게 하였다. 이렇게 해서 헝가리는 서유럽 동쪽 끝에 위치한 가톨릭 국가로서의 길을 걷기 시작했다. 20세기 초, 미클로시 호르티의 헝가리는 영토를 상실함에 따른 반작용으로 차츰 우경화되었다. 호르티는 수정주의 정책을 실시하고 이탈리아 파시스트와 독일 나치의 접근을 용이하게 한다. 이리하여 헝가리는 1930년대에 나치 독일의 강요로 동맹 관계를 맺었다. 히틀러는 헝가리에 있는 유대인들을 학살하기 위해 헝가리를 침공하여 호르티를 나치 합작자로 대체해야 했다.

#### 프랑스
12세기 후반 헝가리는 농업·공업(수공업)·상업의 발전으로 세속 영주층의 권력이 커졌다. 토커이, 에게르 등의 와인 산지는 이 무렵 개척지에 들어온 프랑스인들에게 의해 확립된 것이다.

#### 폴란드
폴란드는 헝가리의 대표적인 우방국 중 하나다. 그래서 국적사인 말레브 헝가리 항공이 파산한 후 LOT 폴란드 항공이 부다페스트를 허브로 편입해 대한민국을 포함한 대륙간 장거리 노선을 운항 중이다.

## 같이 보기
- 헝가리의 재외공관 목록